# Psychoda sphelata
Psychoda sphelata är en tvåvingeart som beskrevs av Quate 1967. Psychoda sphelata ingår i släktet Psychoda och familjen fjärilsmyggor. Inga underarter finns listade i Catalogue of Life.